# Championnats du monde juniors de patinage artistique 2018
Navigation
Édition précédente Édition suivante
Les Championnats du monde juniors de patinage artistique 2018 ont lieu du 5 au 11 mars 2018 à l'Arena Armeec de Sofia en Bulgarie.
La russe Alexandra Troussova réalise le premier quadruple boucle piqué féminin en compétition.

## Qualifications
Les patineurs sont éligibles à l'épreuve s'ils représentent une nation membre de l'Union internationale de patinage (International Skating Union en anglais) et s'ils ont atteint l'âge de 13 ans et pas encore 19 ans avant le 1er juillet 2017, sauf pour les messieurs qui participent au patinage en couple et à la danse sur glace où l'âge maximum est de 21 ans. Les fédérations nationales sélectionnent leurs patineurs en fonction de leurs propres critères, mais l'Union internationale de patinage exige un score minimum d'éléments techniques (Technical Elements Score en anglais) lors d'une compétition internationale avant les championnats du monde juniors.

### Score minimum d'éléments techniques
L'Union internationale de patinage stipule que les notes minimales doivent être obtenues lors d'une compétition internationale senior reconnue par elle-même au cours de la saison en cours ou précédente, au plus tard 21 jours avant le premier jour d'entraînement officiel. 
| Score minimum d'éléments techniques                                                         | Score minimum d'éléments techniques | Score minimum d'éléments techniques |
| Discipline                                                                                  | Programme court                     | Programme libre                     |
| Messieurs                                                                                   | 20.00                               | 42.00                               |
| Dames                                                                                       | 20.00                               | 35.00                               |
| Couples                                                                                     | 20.00                               | 30.00                               |
| Danse sur glace                                                                             | 18.00                               | 28.00                               |
| ------------------------------------------------------------------------------------------- | ----------------------------------- | ----------------------------------- |
| Les scores des programmes courts et libres peuvent être obtenus à différentes compétitions. |                                     |                                     |

### Nombre d'inscriptions par discipline
Sur la base des résultats des championnats du monde juniors 2017, l'Union internationale de patinage autorise chaque pays à avoir de une à trois inscriptions par discipline.
| Nombre d'inscriptions                                             | Messieurs                                       | Dames                                       | Couples                              | Danse sur glace                  |
| ----------------------------------------------------------------- | ----------------------------------------------- | ------------------------------------------- | ------------------------------------ | -------------------------------- |
| 3                                                                 | États-Unis Russie                               | Russie Japon                                | Australie Russie                     | États-Unis Russie                |
| 2                                                                 | Corée du Sud Israël France Japon Ukraine Canada | Corée du Sud États-Unis Allemagne Hong Kong | Chine Canada États-Unis Corée du Sud | Canada France Tchéquie Allemagne |
| Si non répertorié ci-dessus, une seule inscription est autorisée. |                                                 |                                             |                                      |                                  |

## Podiums
| Épreuves                            | Or                                   | Argent                                   | Bronze                                  |
| ----------------------------------- | ------------------------------------ | ---------------------------------------- | --------------------------------------- |
| Messieurs résultats détaillés       | Alexey Erokhov                       | Artur Danielian                          | Matteo Rizzo                            |
| Dames résultats détaillés           | Alexandra Troussova                  | Aliona Kostornaïa                        | Mako Yamashita                          |
| Couples résultats détaillés         | Daria Pavliuchenko / Denis Khodykin  | Polina Kostiukovich / Dmitrii Ialin      | Anastasia Mishina / Aleksandr Galliamov |
| Danse sur glace résultats détaillés | Anastasia Skoptsova / Kirill Aleshin | Christina Carreira / Anthony Ponomarenko | Arina Ushakova / Maxim Nekrasov         |

## Tableau des médailles
| Rang  | Nation     | Or | Argent | Bronze | Total |
| ----- | ---------- | -- | ------ | ------ | ----- |
| 1     | Russie     | 4  | 3      | 2      | 9     |
| 2     | États-Unis | 0  | 1      | 0      | 1     |
| 3     | Italie     | 0  | 0      | 1      | 1     |
| 3     | Japon      | 0  | 0      | 1      | 1     |
| Total | Total      | 4  | 4      | 4      | 12    |

## Détails des compétitions

### Messieurs
| Rang                                        | Nom                     | Nation         | Points | Programme court | Programme court | Programme libre | Programme libre |
| ------------------------------------------- | ----------------------- | -------------- | ------ | --------------- | --------------- | --------------- | --------------- |
| 1                                           | Alexey Erokhov          | Russie         | 231.52 | 2               | 76.54           | 1               | 154.98          |
| 2                                           | Artur Danielian         | Russie         | 218.76 | 8               | 69.15           | 2               | 149.61          |
| 3                                           | Matteo Rizzo            | Italie         | 211.58 | 6               | 70.24           | 6               | 141.34          |
| 4                                           | Joseph Phan             | Canada         | 210.91 | 14              | 65.26           | 3               | 145.65          |
| 5                                           | Roman Savosin           | Russie         | 207.91 | 12              | 65.36           | 5               | 142.55          |
| 6                                           | Camden Pulkinen         | États-Unis     | 207.88 | 17              | 62.31           | 4               | 145.57          |
| 7                                           | Tomoki Hiwatashi        | États-Unis     | 206.68 | 11              | 67.85           | 7               | 138.83          |
| 8                                           | Ivan Pavlov             | Ukraine        | 206.38 | 4               | 71.05           | 8               | 135.33          |
| 9                                           | Mitsuki Sumoto          | Japon          | 199.51 | 3               | 72.94           | 9               | 126.57          |
| 10                                          | Jonathan Hess           | Allemagne      | 195.32 | 7               | 69.88           | 10              | 125.44          |
| 11                                          | Lee Si-hyeong           | Corée du Sud   | 194.85 | 5               | 70.70           | 11              | 124.15          |
| 12                                          | Irakli Maysuradze       | Géorgie        | 186.98 | 9               | 68.31           | 15              | 118.67          |
| 13                                          | Conrad Orzel            | Canada         | 185.93 | 15              | 64.49           | 12              | 121.44          |
| 14                                          | Mark Gorodnitsky        | Israël         | 180.43 | 18              | 61.72           | 14              | 118.71          |
| 15                                          | Luc Economides          | France         | 179.55 | 21              | 58.84           | 13              | 120.71          |
| 16                                          | Nurullah Sahaka         | Suisse         | 177.75 | 13              | 65.31           | 18              | 112.44          |
| 17                                          | Adam Siao Him Fa        | France         | 175.59 | 16              | 64.11           | 19              | 111.48          |
| 18                                          | Sena Miyake             | Japon          | 174.66 | 10              | 67.98           | 23              | 106.68          |
| 19                                          | Cha Young-hyun          | Corée du Sud   | 174.13 | 23              | 57.57           | 16              | 116.56          |
| 20                                          | Petr Kotlařík           | Tchéquie       | 173.15 | 20              | 60.27           | 17              | 112.88          |
| 21                                          | Donovan Carrillo        | Mexique        | 168.68 | 19              | 61.37           | 22              | 107.31          |
| 22                                          | Gabriel Folkesson       | Suède          | 166.39 | 24              | 57.11           | 20              | 109.28          |
| 23                                          | Micah Kai Lynette       | Thaïlande      | 166.00 | 22              | 58.38           | 21              | 107.62          |
| Abandon                                     | Alexei Krasnozhon       | États-Unis     |        | 1               | 80.28           | NC              | NC              |
| Patineurs éliminés après le programme court |                         |                |        |                 |                 |                 |                 |
| 25                                          | Başar Oktar             | Turquie        |        | 25              | 56.84           | NC              | NC              |
| 26                                          | Kai Xiang Chew          | Malaisie       |        | 26              | 56.76           | NC              | NC              |
| 27                                          | Aleksandr Selevko       | Estonie        |        | 27              | 54.90           | NC              | NC              |
| 28                                          | Ivan Chmouratko         | Ukraine        |        | 28              | 54.51           | NC              | NC              |
| 29                                          | Yakau Zenko             | Biélorussie    |        | 29              | 54.15           | NC              | NC              |
| 30                                          | Larry Loupolover        | Azerbaïdjan    |        | 30              | 53.67           | NC              | NC              |
| 31                                          | Aleix Gabara            | Espagne        |        | 31              | 52.22           | NC              | NC              |
| 32                                          | Davide Lewton-Brain     | Monaco         |        | 32              | 51.68           | NC              | NC              |
| 33                                          | Harrison Jon-Yen Wong   | Hong Kong      |        | 33              | 49.11           | NC              | NC              |
| 34                                          | Alexander Zlatkov       | Bulgarie       |        | 34              | 48.36           | NC              | NC              |
| 35                                          | Roman Galay             | Finlande       |        | 35              | 47.87           | NC              | NC              |
| 36                                          | Micah Tang              | Taipei chinois |        | 36              | 47.37           | NC              | NC              |
| 37                                          | Kims Georgs Pavlovs     | Lettonie       |        | 37              | 46.65           | NC              | NC              |
| 38                                          | David Igor Birinberg    | Israël         |        | 38              | 46.03           | NC              | NC              |
| 39                                          | James Min               | Australie      |        | 39              | 45.72           | NC              | NC              |
| 40                                          | Alexander Borovoj       | Hongrie        |        | 40              | 43.43           | NC              | NC              |
| 41                                          | Luc Maierhofer          | Autriche       |        | 41              | 42.52           | NC              | NC              |
| 42                                          | Nikita Manko            | Kazakhstan     |        | 42              | 41.03           | NC              | NC              |
| 43                                          | Luke Digby              | Royaume-Uni    |        | 43              | 40.37           | NC              | NC              |
| 44                                          | Samuel McAllister       | Irlande        |        | 44              | 39.97           | NC              | NC              |
| 45                                          | Chadwick Wang           | Singapour      |        | 45              | 39.54           | NC              | NC              |
| 46                                          | Erik Matysiak           | Pologne        |        | 46              | 39.48           | NC              | NC              |
| 47                                          | Charles Henry Katanovic | Croatie        |        | 47              | 36.80           | NC              | NC              |
| 48                                          | Yamato Rowe             | Philippines    |        | 48              | 34.37           | NC              | NC              |

### Dames

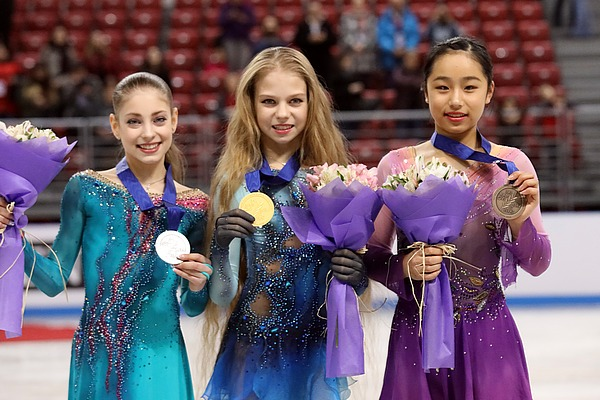
Podium des Dames

| Rang                                          | Nom                      | Nation         | Points | Programme court | Programme court | Programme libre | Programme libre |
| --------------------------------------------- | ------------------------ | -------------- | ------ | --------------- | --------------- | --------------- | --------------- |
| 1                                             | Alexandra Troussova      | Russie         | 225.52 | 1               | 72.03           | 1               | 153.49          |
| 2                                             | Aliona Kostornaïa        | Russie         | 207.39 | 2               | 71.63           | 2               | 135.76          |
| 3                                             | Mako Yamashita           | Japon          | 195.17 | 3               | 66.79           | 3               | 128.38          |
| 4                                             | Stanislava Konstantinova | Russie         | 186.35 | 6               | 62.63           | 5               | 123.72          |
| 5                                             | Lim Eun-soo              | Corée du Sud   | 185.12 | 5               | 62.96           | 6               | 122.16          |
| 6                                             | Yuhana Yokoi             | Japon          | 184.78 | 8               | 59.81           | 4               | 124.97          |
| 7                                             | Ting Cui                 | États-Unis     | 180.39 | 7               | 62.22           | 7               | 118.17          |
| 8                                             | Rika Kihira              | Japon          | 175.25 | 4               | 63.74           | 9               | 111.51          |
| 9                                             | You Young                | Corée du Sud   | 171.78 | 9               | 59.79           | 8               | 111.99          |
| 10                                            | Lea Johanna Dastich      | Allemagne      | 164.34 | 12              | 55.32           | 10              | 109.02          |
| 11                                            | Yi Christy Leung         | Hong Kong      | 156.22 | 11              | 56.97           | 13              | 99.25           |
| 12                                            | Stefanie Pesendorfer     | Autriche       | 153.70 | 13              | 54.16           | 12              | 99.54           |
| 13                                            | Anastasiia Arkhipova     | Ukraine        | 151.98 | 10              | 59.37           | 16              | 92.61           |
| 14                                            | Selma Ihr                | Suède          | 150.35 | 14              | 53.33           | 14              | 97.02           |
| 15                                            | Alexandra Feigin         | Bulgarie       | 147.50 | 17              | 51.49           | 15              | 96.01           |
| 16                                            | Lucrezia Beccari         | Italie         | 147.45 | 23              | 46.46           | 11              | 100.99          |
| 17                                            | Aurora Cotop             | Canada         | 141.64 | 21              | 49.15           | 17              | 92.49           |
| 18                                            | Chen Hongyi              | Chine          | 141.00 | 18              | 49.83           | 18              | 91.17           |
| 19                                            | Emmy Ma                  | États-Unis     | 139.98 | 16              | 52.78           | 19              | 87.20           |
| 20                                            | Ann-Christin Marold      | Allemagne      | 135.56 | 15              | 52.84           | 20              | 82.72           |
| 21                                            | Kristen Spours           | Royaume-Uni    | 129.21 | 19              | 49.57           | 21              | 79.64           |
| 22                                            | Alana Toktarova          | Kazakhstan     | 127.27 | 22              | 48.28           | 22              | 78.99           |
| 23                                            | Chloe Ing                | Singapour      | 124.26 | 20              | 49.27           | 23              | 74.99           |
| 24                                            | Kyarha van Tiel          | Pays-Bas       | 116.77 | 24              | 45.88           | 24              | 70.89           |
| Patineuses éliminées après le programme court |                          |                |        |                 |                 |                 |                 |
| 25                                            | Dahyun Ko                | Tchéquie       |        | 25              | 45.68           | NC              | NC              |
| 26                                            | Morgan Flood             | Azerbaïdjan    |        | 26              | 45.04           | NC              | NC              |
| 27                                            | Andrea Montesinos Cantu  | Mexique        |        | 27              | 44.26           | NC              | NC              |
| 28                                            | Maya Gorodnitsky         | Israël         |        | 28              | 44.24           | NC              | NC              |
| 29                                            | Sofia Sula               | Finlande       |        | 29              | 44.21           | NC              | NC              |
| 30                                            | Güzide Irmak Bayır       | Turquie        |        | 30              | 43.09           | NC              | NC              |
| 31                                            | Amy Lin                  | Taipei chinois |        | 31              | 43.06           | NC              | NC              |
| 32                                            | Júlia Láng               | Hongrie        |        | 32              | 42.00           | NC              | NC              |
| 33                                            | Silvia Hugec             | Slovaquie      |        | 33              | 41.49           | NC              | NC              |
| 34                                            | Kristina Škuleta-Gromova | Estonie        |        | 34              | 41.30           | NC              | NC              |
| 35                                            | Maïa Mazzara             | Suisse         |        | 35              | 40.69           | NC              | NC              |
| 36                                            | Hana Cvijanović          | Croatie        |        | 36              | 40.51           | NC              | NC              |
| 37                                            | Anete Lāce               | Lettonie       |        | 37              | 40.03           | NC              | NC              |
| 38                                            | Léa Serna                | France         |        | 38              | 39.97           | NC              | NC              |
| 39                                            | Oliwia Rzepiel           | Pologne        |        | 39              | 39.71           | NC              | NC              |
| 40                                            | Amanda Stan              | Roumanie       |        | 40              | 38.46           | NC              | NC              |
| 41                                            | Hiu Ching Kwong          | Hong Kong      |        | 41              | 37.31           | NC              | NC              |
| 42                                            | Aliaksandra Chepeleva    | Biélorussie    |        | 42              | 36.63           | NC              | NC              |
| 43                                            | Paulina Ramanauskaitė    | Lituanie       |        | 43              | 33.50           | NC              | NC              |
| 44                                            | Maruša Udrih             | Slovénie       |        | 44              | 32.71           | NC              | NC              |

### Couples
| Rang                                    | Nom                                     | Nation     | Points | Programme court | Programme court | Programme libre | Programme libre |
| --------------------------------------- | --------------------------------------- | ---------- | ------ | --------------- | --------------- | --------------- | --------------- |
| 1                                       | Daria Pavliuchenko / Denis Khodykin     | Russie     | 180.53 | 1               | 63.12           | 1               | 117.41          |
| 2                                       | Polina Kostiukovich / Dmitrii Ialin     | Russie     | 167.99 | 2               | 61.77           | 3               | 106.22          |
| 3                                       | Anastasia Mishina / Aleksandr Galliamov | Russie     | 167.24 | 4               | 56.95           | 2               | 110.29          |
| 4                                       | Gao Yumeng / Xie Zhong                  | Chine      | 164.70 | 3               | 59.55           | 5               | 105.15          |
| 5                                       | Audrey Lu / Misha Mitrofanov            | États-Unis | 160.09 | 6               | 54.38           | 4               | 105.71          |
| 6                                       | Evelyn Walsh / Trennt Michaud           | Canada     | 158.96 | 5               | 55.31           | 6               | 103.65          |
| 7                                       | Talisa Thomalla / Robert Kunkel         | Allemagne  | 144.38 | 8               | 52.13           | 8               | 92.25           |
| 8                                       | Sarah Feng / TJ Nyman                   | États-Unis | 143.10 | 7               | 54.09           | 9               | 89.01           |
| 9                                       | Lori-Ann Matte / Thierry Ferland        | Canada     | 142.51 | 10              | 50.14           | 7               | 92.37           |
| 10                                      | Riku Miura / Shoya Ichihashi            | Japon      | 137.22 | 9               | 50.30           | 11              | 86.92           |
| 11                                      | Cléo Hamon / Denys Strekalin            | France     | 133.04 | 13              | 44.45           | 10              | 88.59           |
| 12                                      | Tang Feiyao / Yang Yongchao             | Chine      | 130.97 | 11              | 48.15           | 12              | 82.82           |
| 13                                      | Isabella Gamez / Tòn Cónsul             | Espagne    | 121.00 | 12              | 45.04           | 14              | 75.96           |
| 14                                      | Sofiia Nesterova / Artem Darenskyi      | Ukraine    | 117.73 | 14              | 43.91           | 15              | 76.18           |
| 15                                      | Edita Hornaková / Radek Jakubka         | Tchéquie   | 117.55 | 15              | 41.37           | 13              | 73.82           |
| 16                                      | Hailey Esther Kops / Artem Tsoglin      | Israël     | 106.01 | 16              | 38.81           | 16              | 67.20           |
| Couple éliminé après le programme court |                                         |            |        |                 |                 |                 |                 |
| 17                                      | Sara Carli / Marco Pauletti             | Italie     |        | 17              | 36.99           | NC              | NC              |

### Danse sur glace
| Rang                                            | Nom                                      | Nation      | Points | Danse courte | Danse courte | Danse libre | Danse libre |
| ----------------------------------------------- | ---------------------------------------- | ----------- | ------ | ------------ | ------------ | ----------- | ----------- |
| 1                                               | Anastasia Skoptsova / Kirill Aleshin     | Russie      | 155.15 | 1            | 66.44        | 1           | 88.71       |
| 2                                               | Christina Carreira / Anthony Ponomarenko | États-Unis  | 147.68 | 6            | 60.85        | 2           | 86.83       |
| 3                                               | Arina Ushakova / Maxim Nekrasov          | Russie      | 146.88 | 3            | 61.29        | 3           | 85.59       |
| 4                                               | Marjorie Lajoie / Zachary Lagha          | Canada      | 146.22 | 2            | 62.39        | 5           | 83.83       |
| 5                                               | Sofia Shevchenko / Igor Eremenko         | Russie      | 145.85 | 4            | 60.95        | 4           | 84.90       |
| 6                                               | Caroline Green / Gordon Green            | États-Unis  | 141.83 | 5            | 60.86        | 7           | 80.97       |
| 7                                               | Chloe Lewis / Logan Bye                  | États-Unis  | 139.17 | 8            | 58.07        | 6           | 81.10       |
| 8                                               | Natacha Lagouge / Corentin Rahier        | France      | 136.75 | 7            | 59.26        | 9           | 77.49       |
| 9                                               | Maria Kazakova / Georgy Reviya           | Géorgie     | 133.07 | 11           | 54.95        | 8           | 78.12       |
| 10                                              | Ria Schwendinger / Valentin Wunderlich   | Allemagne   | 130.27 | 10           | 55.02        | 10          | 75.25       |
| 11                                              | Daria Popova / Volodymyr Byelikov        | Ukraine     | 125.26 | 9            | 55.56        | 11          | 69.70       |
| 12                                              | Olivia McIsaac / Elliott Graham          | Canada      | 121.17 | 12           | 52.80        | 14          | 68.37       |
| 13                                              | Chiara Calderone / Pietro Papetti        | Italie      | 120.85 | 13           | 51.78        | 13          | 69.07       |
| 14                                              | Villő Marton / Danyil Semko              | Hongrie     | 119.92 | 15           | 50.58        | 12          | 69.36       |
| 15                                              | Loïcia Demougeot / Théo Le Mercier       | France      | 117.60 | 14           | 51.52        | 15          | 66.08       |
| 16                                              | Yana Buga / Georgy Pokhilyuk             | Azerbaïdjan | 112.55 | 18           | 48.27        | 16          | 64.28       |
| 17                                              | Shira Ichilov / Vadim Davidovich         | Israël      | 112.22 | 17           | 49.63        | 17          | 62.59       |
| 18                                              | Natálie Taschlerová / Filip Taschler     | Tchéquie    | 110.30 | 16           | 50.25        | 18          | 60.05       |
| 19                                              | Charise Matthaei / Maximilian Pfisterer  | Allemagne   | 105.45 | 20           | 45.93        | 19          | 59.52       |
| 20                                              | Viktoria Semenjuk / Artur Gruzdev        | Estonie     | 105.18 | 19           | 46.09        | 20          | 59.09       |
| Couples de danse éliminés après la danse courte |                                          |             |        |              |              |             |             |
| 21                                              | Sasha Fear / George Waddell              | Royaume-Uni |        | 21           | 42.57        | NC          | NC          |
| 22                                              | Ning Wanqi / Wang Chao                   | Chine       |        | 22           | 41.40        | NC          | NC          |
| 23                                              | Haruno Yajima / Daiki Shimazaki          | Japon       |        | 23           | 41.16        | NC          | NC          |
| 24                                              | Karina Sidarenka / Maksim Yalenich       | Biélorussie |        | 24           | 40.00        | NC          | NC          |
| 25                                              | Yana Bozhilova / Kaloyan Georgiev        | Bulgarie    |        | 25           | 38.81        | NC          | NC          |
| 26                                              | Olexandra Borysova / Cezary Zawadzki     | Pologne     |        | 26           | 38.67        | NC          | NC          |
| 27                                              | Gaukhar Nauryzova / Boyisangur Datiev    | Kazakhstan  |        | 27           | 38.33        | NC          | NC          |
| 28                                              | Malene Niquita-Basquin / Jaime García    | Espagne     |        | 28           | 36.26        | NC          | NC          |